# K-562
K-562是人類永生化骨髓性白血病細胞系，處於高度未分化狀態，並且屬於紅白血病（erythroleukemia）細胞系，具有惡性程度高、增殖速度快，以及可被一系列體外誘導劑誘導分化的特點。最初分離自一名處於急性期的53歲女性慢性骨髓性白血病（CML）患者的胸水。

## 特徵
K-562細胞不粘連且圓形，對bcr：abl融合基因呈陽性反應，並且與未進行細胞分化的粒細胞和紅細胞蛋白質組相似。在細胞培養的過程中，它們的結塊比許多其他懸浮細胞系要少得多，原因可能是由於細胞表面粘附分子引起的bcr：abl融合基因下調。然而有研究表明，過度表達bcr：abl融合基因可能會增加細胞對細胞培養皿的粘附力。
K-562細胞可以自發形成類似於早期紅細胞、粒細胞和單核細胞的特徵，並且由於缺乏抑制自然殺傷細胞活性所需的主要組織相容性複合體，因此很容易被自然殺傷細胞殺死 。它們也沒有任何痕量的愛潑斯坦-巴爾病毒和其他皰疹病毒。除了費城染色體外，它們在15號染色體的長臂與17號染色體之間表現出第二種的相互易位。
K-562細胞有兩個子系可以表示MHC1類分子A2和A3。

## 細胞週期與調控
在生長、細胞分化和凋亡方面，許多因素和成分在K-562細胞的細胞週期中發揮作用。這些白血病細胞的生長受到細胞分化或凋亡的控制。這些未分化的祖細胞中的脫乙酰基酶活性可以誘導細胞分化，從而改變K-562細胞的表型和形態。這些變化還可以使白血病細胞進入應激狀態，從而提高細胞對引發凋亡的藥物的敏感性。此外，表型的變化會降低生長速率，並且導致K562細胞具有能夠向紅細胞系、粒細胞系、單核細胞-巨噬細胞系統和巨核細胞系統分化的潛能，表現出相應的細胞表型，能夠在低氧環境下被誘導分化形成紅細胞和巨核細胞，故而是用於研究紅系誘導分化的理想細胞模型，目前已經成為研究細胞分化的主要細胞模型。
K-562細胞及許多癌細胞均存在着Aurora激酶過多的問題。Aurora激酶在紡錘體形成、染色體分離及胞質分裂中都發揮作用 ，而這些功能在細胞中是必需的，以便分裂和再生組織，並且起維持穩態的作用。然而過度表達Aurora激酶會導致細胞分裂時不受控制，從而導致癌症 。因此，抑制Aurora激酶是癌症的重要調控機制，因為它可以防止細胞進行有絲分裂 。
細胞凋亡是調節K-562細胞的重要機制，並且可通過細胞代謝狀態的變化來誘導。細胞凋亡過程中涉及許多不同的細胞成分，例如BCR/ABL、Bcl-2、Bax蛋白和細胞色素c，而p53蛋白在K-562細胞的細胞週期調控中也十分重要，因為它靶向細胞週期蛋白依賴性激酶抑製劑p21，引起細胞分化、細胞週期停滯在G1期，最終導致細胞凋亡。當這些成分的水平降低時，它們將不能抑制癌細胞的凋亡，或者會導致細胞凋亡被誘導 。這些成分是線粒體中的關鍵因素，因此有證據支持細胞凋亡會使用到線粒體凋亡途徑。除此之外，當這些細胞成分偏離平衡點時，就會令細胞的形態出現變化，導致K-562細胞停滯在G2/M期，從而導致核碎裂、染色質濃縮和其他形態學變化，最終導致細胞程序性死亡。
目前已知伊馬替尼可以抑制BCR/ ABL，導致細胞停止生長並開始凋亡。K-562細胞的另一個重要調節器是Sirtuin，通過與細胞中的脫乙酰酶活性相互作用而在細胞應激、代謝和自噬中發揮作用。其他調節K-562細胞的方法包括重樓皂苷 D（polyphyllin D），它會令細胞從祖細胞狀態中進行分化並開始凋亡。

## 外部連結
- Cellosaurus entry for K-562 （页面存档备份，存于）